# はなまる
はなまる、花丸とは丸印の一種。渦巻き状に描いた丸の印の外側に花弁を模した螺旋をいくつも描いたマーク。特に子ども向けの賞賛や誉め言葉を示す記号として使われる事が多く、これをモチーフもしくはシンボルとしたキャラクターや企業は幾多も存在する。

## 書き方
1. 螺旋を、中心側には小さく、外側は大きく、円上に一回転書く。
2. その内側に外側から内側に向けて時計回りに渦巻きを書く。

逆の順番に書くこともある。

## 用途
- 試験での成績が満点、あるいはすばらしい場合に用いられる。また、試験の特定の記述問題で優れた回答がされていた場合に丸印のかわりに用いられることが多い。渦巻きの巻き数が多いほうがよいことを示すこともある。
- 天気がよいことを示す。

## はなまるを使用した名前
- 学研の通信教育講座「はなまるきっず」、アニメ『ぐるぐるタウンはなまるくん』の主人公である犬の男の子。
- 株式会社はなまる - 東京都中央区に本社を置く、はなまるうどんをチェーン展開する会社[1]。
- 株式会社はなまる - 大阪府大阪市住之江区に本社を置く、中古自動車買取り業者[2]。
- 株式会社はなまる - 北海道根室市に本店を置き、札幌市西区に本社を置く、寿司チェーン展開業者[3]。回転寿司 根室花まるなどを展開。
- 株式会社はなまるフードサービス - 静岡県東部地方を中心に惣菜屋はなまるを運営する会社[4]。
- TBSの平日朝の生活情報番組『はなまるマーケット』の略称
- 漫画作品『はなまる幼稚園』の略称
- 『仮面の忍者 花丸』 - コンピュータゲーム
- ゲーム『THE IDOLM@STER Dearly Stars』のキャラクター・日高愛（CV：戸松遥）の楽曲。アルバム『THE IDOLM@STER DREAM SYMPHONY 03 日高愛』（2009年）に収録。
- 『刀剣乱舞-花丸-』 - 2016年放送のテレビアニメ。
- 『国木田花丸』 - 『ラブライブ! サンシャイン!!』の登場人物。
- 秦万里子の曲。TBS系『はなまるマーケット』テーマソング。
- 大森靖子の曲。4thアルバム『クソカワPARTY』に収録。
- 『SUKI×SUKIはなまる！』 - 谷山紀章のキャラクターソング。
- 山出愛子のシングル曲。
- 文化放送アナウンサー西川文野の「西川あやの」名義でのソロデビューシングル曲[5]。2022年デジタル限定配信。
- 『はなまるおばけ』 - 『サンリオキャラクター』の1人。
- 『グッドはな丸』 - 『バッドばつ丸』の登場人物。

## 符号位置
| 記号 | Unicode | JIS X 0213 | 文字参照            | 名称         |
| ---- | ------- | ---------- | ------------------- | ------------ |
| 💮   | U+1F4AE | -          | &#x1F4AE; &#128174; | WHITE FLOWER |